# George M. Garrity
George M. Garrity est un microbiologiste et biologiste moléculaire américain particulièrement actif dans les domaines de la bioinformatique, de la biostatistique, de la biotechnologie appliquées à la taxonomie bactérienne. Il a été éditeur en chef du Bergey's Manual of Systematic Bacteriology et président de la Society for Industrial Microbiology and Biotechnology et de l'International Committee on Systematics of Prokaryotes.

## Biographie
Garrity obtient son doctorat en sciences (ScD) en microbiologie et biochimie à l'Université de Pittsburgh en 1980 pour ses travaux sur les Legionella,. Il travaille ensuite pendant quelques mois en tant que post-doctorant au USVA Medical Center à Pittsburgh et rejoint plus tard les laboratoires de recherche de la société pharmaceutique Merck & Co. en 1981 à Rahway dans le New Jersey,. Là, il travaille dans le programme de criblage des produits naturels jusqu'en 1986 comme microbiologiste principalement sur les Actinobactéries, puis jusqu'en 1989 en tant que chercheur et enfin jusqu'en 1996 en tant que chercheur principal. Depuis lors, il est professeur de microbiologie et de génétique moléculaire à la Michigan State University à East Lansing,,. Ses travaux, utilisant la bioinformatique, la biostatistique et la biotechnologie appliquées à la systématique bactérienne permettent d'améliorer le classification et l'identification des bactéries. Il a ainsi permis d'améliorer l'annotation et la visualisation des données génomiques et d'améliorer la nomenclature bactérienne.
Taxonomiste, George M. Garrity est cofondateur de NamesforLife, une société qui gère et fournit une base de données taxonomique pour la biologie,,. il a ainsi développé une technologie capable de fournir sur les articles publiés en ligne des informations taxonomiques et nomenclaturales.  De 1996 à 2006, il succède à J. Holt comme éditeur en chef des deux premiers volumes de la deuxième édition du Bergey's Manual of Systematic Bacteriology,, l'ouvrage de référence dans le domaine de la taxonomie en bactériologie. Il est également le fondateur et rédacteur en chef de la revue en libre accès Standards in Genomic Sciences,.
De 2005 à 2008, Garrity est vice-président du comité décisionnel du Comité international de systématique des procaryotes (ICSP) et de 2008 à 2014 président de ce comité,. Il est également membre de l'équipe centrale du Genomic Standards Consortium et contribue au Ribosomal Database Project, destiné à l'étude et à l'analyse de l'ARN ribosomal. Il préside le comité consultatif Prokaryotic Super Program User Advisory Committee du département américain de l'énergie, dont la tâche est de créer une nomenclature unifiée pour les phénotypes des micro-organismes.

## Prix et sociétés savantes
En 2011, il a reçu le prix international Van Niel de systématique bactérienne pour ses travaux en systématique bactérienne,. En août 2015, il est élu président de la Society for Industrial Microbiology and Biotechnology après reçu une distinction de cette société; il est également Distingué en 2008 par l'Association américaine pour l'avancement des sciences,. Il a également été président de la division O (Fermentation microbiologique) de la Société américaine de microbiologie. En 2018, il reçoit un prix de l'American Academy of Microbiology pour « l'excellence, l'originalité, et le leadership dans les sciences microbiologiques ».